# Jonatan ben Eleasar
R. Jonatan ben Eleasar (auch: Jonatan ben Eleazar), gewöhnlich einfach R. Jonatan, war ein jüdischer Gelehrter des Altertums; er wird zu den palästinischen Amoräern der ersten Generation  gezählt und lebte und wirkte im dritten nachchristlichen Jahrhundert.
Er war Schüler des Simeon ben Jose ben Laqonja, war Freund Rabbi Jannais und gemeinsam mit Chanina bar Chama und Josua ben Levi aus Babylon nach Palästina gekommen. Er war in Sepphoris wohnhaft.
Sein Name kommt in fast allen Talmudtraktaten vor. Tradiert werden seine Aussprüche von verschiedenen Amoräern, besonders aber von seinem Lieblingsschüler Samuel bar Nachman.
Zeitgenössische Berichte schildern ihn übereinstimmend als sehr hilfsbereit und sozial engagiert.